# Bendis fusifascia
Bendis fusifascia är en fjärilsart som beskrevs av Walker 1858. Bendis fusifascia ingår i släktet Bendis och familjen nattflyn. Inga underarter finns listade i Catalogue of Life.